# Джиммі Гоффа
Джеймс Редл «Джиммі» Гоффа (англ. James Riddle «Jimmy» Hoffa; 14 лютого 1913 — не раніше 30 липня 1975; точна дата смерті невідома, імовірно — кінець липня або початок серпня 1975 року; офіційно визнаний померлим 30 липня 1982 року) — популярний американський профспілковий лідер, що несподівано зник при загадкових обставинах. Його зникнення породило безліч чуток. Одна з них, наполегливо мусована в ЗМІ, стверджує, що він був похований на полі стадіону Giants Stadium.

## Раннє життя та родина
Гоффа народився в Бразилі, штат Індіана, 14 лютого 1913 року, у Джона та Віоли (уроджена Riddle) Гоффа. Його батько, був німецького походження, помер у 1920 році від хвороби легенів, коли Гоффі було сім років. По материнській стороні предки Гоффи були ірландські американці. Сім'я переїхала до Детройту в 1924 році, де Гоффа виріс і прожив решту життя. Гоффа покинув школу у віці 14 років і почав працювати руками, наприклад, щоб допомогти підтримати свою сім'ю.

## Особисте життя
24 вересня 1936 року Гоффа одружився з Джозефіною Пошивак, 18-річною працівницею пральні в Детройті польського походження, в Боулінг-Грін, штат Огайо; подружжя познайомилося під час страйку непрофспілкових працівників пральні півроку раніше. У пари було двоє дітей: дочка, Барбара Ен Крансер, і син Джеймс П. Гоффа. Гоффа заплатили 1800 доларів у 1939 році за скромний будинок на північному заході Детройту. Пізніше сім'я володіла простим літнім котеджем на березі озера в місті Оріон, штат Мічиган, на північ від Детройту.
У березні 2008 року дочка Барбара вийшла на посаду асоційованого судді округу в окрузі Сент-Луїс, штат Міссурі. Через рік вона погодилася виконувати обов'язки генерального прокурора Міссурі Кріса Костера головним радником відділу цивільної інвалідності та прав працівників. Вона звільнилася з цієї посади у березні 2011 року. З 1999 р. син Джеймс обіймав посаду президента Міжнародного братства перевізників (IBT) — стару посаду батька.

## Судовий процес
У 1964 році Гоффа був визнаний винним у спробі підкупу присяжного і був засуджений до 15 років позбавлення волі. Протягом наступних трьох років Гоффа безуспішно намагався домогтися скасування вироку, але в 1967 році почав відбувати свій термін. 23 грудня 1971 року Гоффа вийшов з в'язниці після того, як президент США Річард Ніксон скоротив термін ув'язнення до вже відбутого, з тією умовою, що Гоффа протягом 10 років не буде займатися профспілковою діяльністю.

## Зникнення
Гоффа зник 30 липня 1975 року після 14:45. В цей час його востаннє бачили на стоянці біля ресторану в передмісті Детройта, перед цим він зробив дзвінок дружині і повідомив, що його ошукали, при цьому він, за словами дружини, нервував. У ресторані Гоффа, ймовірно, повинен був зустрітися з двома мафіозі і колишніми профспілковими діячами Ентоні Провензано і Ентоні Джакалоне, але обидва вони в той день перебували далеко звідти і пізніше заперечували, що така зустріч планувалася. Коли ввечері Гоффа не повернувся додому, його дружина звернулася в поліцію; на стоянці була виявлена незачинена машина Гоффи.

## Вплив
На модель профспілкового бізнесу Гоффи орієнтувався президент чилійської Національної конфедерації власників вантажівок Леон Віларін, активний учасник боротьби проти марксистського уряду Сальвадора Альєнде, лідер загальнонаціонального страйку вантажоперевізників.

## Медіа
За мотивами біографії Гоффи зняті фільми «Кулак» (1978), «Рафферті» (1980) і «Гоффа» (1992), в якому головну роль виконав Джек Ніколсон.
Американський письменник і публіцист Джеймс Еллрой, що пише на кримінальні теми, ввів Джиммі Гоффу в якості важливого персонажа другого плану у своїй трилогії «Злочинні США».
В комедійно-драматичному фільмі 2003 року «Брюс Всемогутній», титульний персонаж використовує сили, якими його наділив Бог, щоб проявити тіло Гоффи і отримати історію, досить цікаву, щоб відновити свою кар'єру в індустрії новин.
У 2004 році письменник Чарльз Брандт опублікував документальну книгу I Heard You Paint Houses (в перекладі з англ.  — «Я чув, ти фарбуєш будинки»), засновану на розповідях Френка «Ірландця» Ширана, який був соратником Гоффи по профспілковій діяльності і одночасно штатним кілером мафії. У цій книзі Ширан зізнається у вбивстві Гоффи. В 2019 році на Netflix відбулася прем'єра фільму Мартіна Скорсезе «Ірландець» по книзі Брандт. Роль Гоффи виконав Аль Пачіно.
У кримінально-драматичному телесеріалі «Клан Сопрано», у четвертому епізоді шостого сезону, лікар проводить операцію на тілі Тоні Сопрано і жартує, що знайшов Джиммі Гоффу.
В серіалі "Озарк", в шостому епізоді першого сезону, власник дому, де поселилась сім'я Бьордів, на запитання чому він переїхав у Озарк жартома відповідає що убив Джиммі Хоффу.
«Руйнівники легенд» (1 сезон 13 серія) — в американській науково-популярної передачі вивчалося питання про можливість поховання Джиммі Гоффи під ігровим полем стадіону, але міф був спростований.